# たべものがたり 彼女のこんだて帖
『たべものがたり 彼女のこんだて帖』（たべものがたり かのじょのこんだてちょう）は、2012年8月21日にNHK BSプレミアムで単発番組として放送された。この放送が好評だったため、2013年2月10日から6月16日まで、新たにNHK BSプレミアムで放送された料理番組。本番組は、ドラマとトークで構成されていた。

## キャスト

### トークパート
- 案内人 - 片瀬那奈

### ドラマパート
榎本 景
演 - 木南晴夏（第1話）
工藤 衿
演 - 京野ことみ（第1 - 2話）
円山 知香子
演 - 佐津川愛美（第3 - 5話）
葉山 ちかげ
演 - 吉田羊（第4 - 6話）
増淵 依子
演 - 野村麻純（第7・8話）
増淵 正宗
演 - 吉沢亮（第6・7話）
山根 麻衣
演 - 波瑠（第9・10話）（幼少期：平澤宏々路）
玉乃井 珠希
演 - 平愛梨（第11 - 13話）（幼少期：住田萌乃）
その他
- 吹原幸太（単発回）
- 水橋研二（第2話）
- 上間美緒（第7話）
- 梅舟惟永（第13話）

## スタッフ
- 原作：角田光代
- 演出：増當一也
- 主題歌：Nabowa「chopstick chop」
- 音響効果：大森力也
- 撮影：平田修久
- 照明：田部谷正俊、鈴木敏雄
- 音声：塩瀬昌彦、香川祥資
- 編集：一ノ瀬勝、深沢佳文
- 美術：久保典子、藤生由紀
- スタイリスト：乙坂知子
- メイク：塚原ひろの、熊谷波江
- タイトルアニメーション：Oui and Wady
- タイトルデザイン：永井秀実
- 制作統括：中島木祖也、中山ケイ子
- 制作：NHK、FCC

## 放送日程
| 放送回 | 放送日         | サブタイトル                             |
| ------ | -------------- | ---------------------------------------- |
| ※      | 2012年 8月21日 | 泣きたい夜はラム〜立花協子のこんだて帖〜 |
| 第1回  | 2013年 2月10日 | 恋のさなかの中華ちまき                   |
| 第2回  | 2月17日        | ストライキ中のミートボールシチュー       |
| 第3回  | 2月24日        | カボチャの中の金色の時間                 |
| 第4回  | 3月03日        | 漬もの名鑑                               |
| 第5回  | 4月14日        | 食卓旅行 タイ篇                          |
| 第6回  | 4月21日        | ピザという特効薬                         |
| 第7回  | 4月28日        | どんとこいうど                           |
| 第8回  | 5月05日        | なけなしの松茸ごはん                     |
| 第9回  | 5月12日        | 恋するスノーパフ                         |
| 第10回 | 5月19日        | 豚柳川できみに会う                       |
| 第11回 | 5月29日        | 合作、ふたりの餃子鍋                     |
| 第12回 | 6月02日        | 決心の干物                               |
| 第13回 | 6月09日        | 結婚30年目のグラタン                     |
| 第14回 | 6月16日        | 恋のあとの五目ちらし                     |